# Fertigungskontrolle
Die Fertigungskontrolle wird oft auch als „Fertigungsprüfung“ bezeichnet. Der Begriff Prüfung beinhaltet rein technisch betrachtet nur eine Aussage über Gut oder Ausschuss. Doch umgangssprachlich und auch in weiten technischen Bereichen werden „Messungen“ auch der „Prüfung“ zugeordnet.
In der Fertigungskontrolle wird die Qualität der Fertigung ausgewertet und dokumentiert. Ziel ist die Bewertung der Qualität als auch die Dokumentation.

## Erläuterung
Die Fertigungssteuerung hat folgende Ziele:
- Verbesserung der Produktqualität:  Prozessoptimierung
- Gefahrenabwehr: Produzentenhaftung
- Verringerung von Ausschuss (d. h. fehlerhafte Produkte): Kostenersparnis
- Lieferung von statistischen Daten für Auswertung und Analyse gemäß Normen und Kundenanforderungen

Die Fertigungskontrolle wird häufig nicht der Fertigungsplanung, sondern dem Qualitätsmanagement unterstellt, damit keine Beeinflussung stattfindet. Sie wurde früher durch den Arbeiter oder seine Vorgesetzten durchgeführt. Mit der zunehmenden Industrialisierung wurden Normen und Gesetze entwickelt.
Die Aufgaben der Fertigungskontrolle werden definiert durch
- Qualitätsmanagement
- Qualitätssicherung
- Kundenanforderungen
- Gesetze – z. B. Produzentenhaftung
- Qualitätsmanagementnormen, z. B. DIN ISO 9000:2000, QS 9000, TS 16949, VDA 6.1

Gelegentlich dient die Fertigungskontrolle auch der  Fertigungsregulierung, indem die Fertigungssteuerung Rückinformationen erhält. Vgl.: Regelung (Natur und Technik).

## Allgemeine Vorgehensweise in der industriellen Fertigungskontrolle
Zuerst wird ein zumeist als „Prüfplan“ bezeichneter Plan ausgearbeitet (die korrekte Bezeichnung wäre: Kontrollplan). Häufig wird eine FMEA durchgeführt, um die Einflussgrößen bewerten zu können. Festgelegt werden dazu:
- Kontrollmerkmale (meist als „Prüfmerkmale“ bezeichnet)
- Messgrößen
- Messmittel
- Prüfmittel
- Losgrößen
- Mess- und Prüfintervalle

Die Fertigungskontrolle arbeitet nach den dort festgelegten Kriterien und dokumentiert die Ergebnisse. Prüf- und Messergebnisse sowie kontrollierte Teile werden oftmals zur Beweissicherung über einen Zeitraum von vielen Jahren archiviert. Die Auswertung der Dokumentation erfolgt in der Regel durch das Qualitätsmanagement.

## Grundsätzliche Kontrollverfahren
Prüfen
Erkennen von attributiven Merkmalen wie „Gut“ oder „Ausschuss“. Hinweis: Vgl. „Prüfprinzip nach Taylor“. Siehe auch Lehre (Technik).
Messen
Auswerten von geometrischen, elektrischen, physikalischen, chemischen oder sonstigen Messgrößen.